# Citypalatset
Citypalatset (le City-palace) est un immeuble de bureaux du quartier de Norrmalm à Stockholm. Il est situé aux numéros 1 à 3 de la place Norrmalmstorg, et abrite aujourd'hui le siège suédois de la banque danoise Danske Bank.

## Histoire

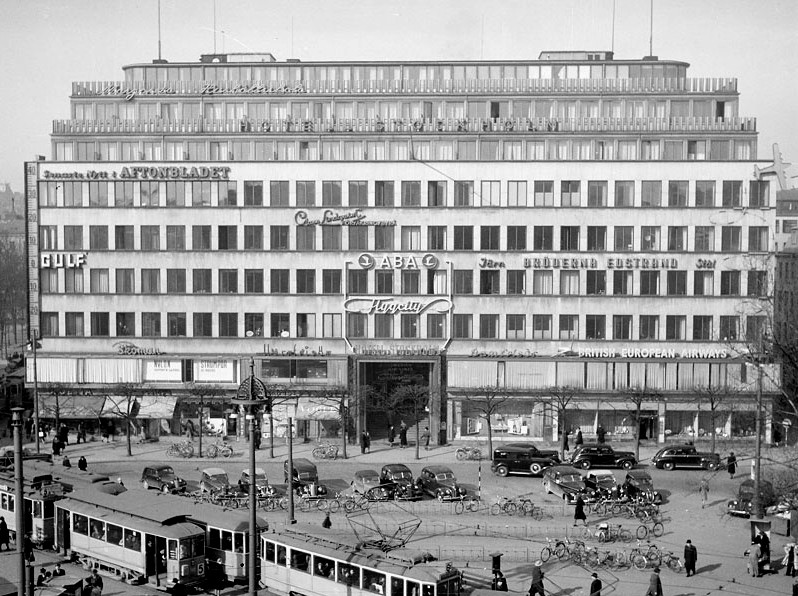
L'immeuble en 1950.

Le City-palace, qui s'appelle tout d'abord maison Sydbank (Sydbankshuset), est une œuvre de l'architecte Ivar Tengbom. Il est construit par Kreuger & Toll, groupe immobilier fondé par Ivar Kreuger et Paul Toll. C'est Paul Toll lui-même qui prend la direction du chantier, tandis que le maître d'ouvrage est le frère d'Ivar Kreuger, l'homme de presse et banquier Torsten Kreuger. L'immeuble est conçu pour abriter une agence de la banque Sydsvenska (aujourd'hui disparue), ainsi que des bureaux, un hôtel, et des boutiques au rez-de-chaussée.
La construction de l'immeuble est précédée d'un concours architectural auquel participent Ragnar Östberg, Albin Stark, Cyrillus Johansson et Ivar Tengbom. Kreuger décide de confier le projet à Albin Stark et Cyrillus Johansson, mais leur proposition ne verra finalement jamais le jour. Le maître d'ouvrage insiste en effet pour que les façades soient recouvertes de marbre, un matériau que Cyrillus Johansson se refuse absolument à utiliser. C'est donc finalement Ivar Tengbom qui est chargé de la réalisation de l'immeuble. Le résultat est typique de l'architecture fonctionnaliste. Les façades sont caractérisées par de longues rangées de fenêtres identiques, sans regroupement. Les matériaux utilisés : marbre, acier inoxydable et verre leur donne un aspect fastueux. La seule variation se situe au sommet, les trois derniers étages formant une structure en escalier en retrait des façades.
Le large hall de la banque Sydsvenska est situé dans la cour couverte de l'immeuble, avec sur le mur sud un large intarsia en marbre signé Ewald Dahlskog. Le bâtiment, de forme quadrilatérale, occupe à lui seul un pâté de maisons, et constitue la bordure ouest de la place Norrmalmstorg.
De par l'austérité de son architecture fonctionnaliste, le City-palace rappelle beaucoup un autre bâtiment conçu par l'architecte Ivar Tengbom à Stockholm : la maison Esselte de la rue Vasagatan, construite en 1928-1934. Dans les deux cas, les nombreuses enseignes lumineuses installées sur les façades des immeubles ont longtemps souligné la modernité de leur architecture.